# Ton Verlind
Ton Verlind (Etten-Leur, 1 januari 1950) is een Nederlands journalist, voormalig verslaggever, presentator, eindredacteur van Brandpunt, hoofd informatieve programma's en mediadirecteur.
Verlind begon in de jaren zeventig als journalist bij dagblad De Stem in Breda. In 1974 werd hij radioverslaggever bij de Tros. In 1979 stapte hij over naar de televisie en werd verslaggever bij de actualiteitenrubriek Brandpunt van de KRO, tevens presentator en vanaf 1984 eindredacteur. Ook presenteerde hij samen met Tetske van Ossewaarde het economische programma Brandpunt in de markt.
In 1995 werd hij aangesteld als mediadirecteur van de KRO. In 2007 veranderde bij de KRO de bestuursstructuur, waarna hij voor zichzelf geen rol meer zag weggelegd en hij besloot een andere weg in te slaan, aldus Verlind zelf. Er was kritiek op de vergoeding van 647.000 euro die Verlind ontving bij zijn vertrek.
In 2008 startte Verlind als zelfstandig strategisch en creatief adviseur, waarbij hij organisaties adviseert.
In juli 2021 schreef hij het boek Een schitterende slangenkuil over zijn 50-jarige journalistieke carrière, maar ook zijn visie op de stand van zaken in de Nederlandse omroepwereld.